# Данковский уезд
Данковский уезд — административная единица в Рязанской губернии Российской империи и РСФСР, существовавшая в 1778—1924 годах. Уездный город — Данков.

## География
Уезд был расположен на юге Рязанской губернии. Граничил с Тульской губернией на западе и Тамбовской губернией на юге. По площади уезд занимал территорию в 2204,4 версты².

## История
Уезд был образован в 1778 году в составе Рязанского наместничества, в 1796 — упразднён. Вновь образован в 1802 году в составе Рязанской губернии. Упразднён в 1924 году, его территория включена в состав Раненбургского уезда.

## Население
Население уезда в 1892 году 121 410 чел. По переписи 1897 года в уезде было 105 746 жителей (49 755 мужчин и 55 991 женщина).

## Населённые пункты
В 1859 году в составе уезда было 186 населённых пунктов, наиболее крупные из них:
- г. Данков — 3971 чел.;
- с. Заболотовское (Богородское) — 1273 чел.;
- с. Зверево — 1166 чел.;
- с. Кочуры — 1012 чел.;
- с. Круглое — 1639 чел.;
- с. Мураевня — 1385 чел.;
- с. Новоникольское — 1387 чел.;
- с. Орловка (Яковлевское) — 1077 чел.;
- с. Перехваль — 1667 чел.;
- с. Телепнево — 1906 чел.;
- с. Тёплое — 2078 чел.;
- с. Хрущево — 1255 чел.

## Административное деление
В 1890 году в уезде было 20 волостей:
| № п/п | Волость         | Волостное правление | Число селений | Население |
| ----- | --------------- | ------------------- | ------------- | --------- |
| 1     | Баловневская    | с. Баловнёво        | 11            | 3616      |
| 2     | Бигильдинская   | с. Бигильдино       | 2             | 4941      |
| 3     | Богословская    | сл. Богословская    | 6             | 6127      |
| 4     | Долговская      | с. Долгое           | 9             | 5394      |
| 5     | Еропкинская     | с. Еропкино         | 11            | 5403      |
| 6     | Змиевская       | с. Змеевка          | 18            | 5426      |
| 7     | Знаменская      | с. Знаменское       | 12            | 5631      |
| 8     | Ивановская      | с. Ивановка         | 10            | 4254      |
| 9     | Кочуровская     | с. Кочуры           | 12            | 6128      |
| 10    | Кудрявская      | с. Кудрявщино       | 11            | 4479      |
| 11    | Лошаковская     | с. Лошаки           | 15            | 4451      |
| 12    | Мураеинская     | с. Мураевня         | 14            | 5952      |
| 13    | Ново-Никольская | с. Ново-Никольское  | 4             | 4661      |
| 14    | Одоевская       | с. Одоевщино        | 14            | 6381      |
| 15    | Острокаменская  | с. Острый Камень    | 11            | 5039      |
| 16    | Спешневская     | с. Спешнево         | 9             | 3170      |
| 17    | Тепловская      | с. Тёплое           | 6             | 5560      |
| 18    | Хитровская      | с. Хитрово          | 12            | 5586      |
| 19    | Хрущевская      | с. Подлесное        | 7             | 6106      |
| 20    | Ягодновская     | с. Ягодное          | 7             | 4592      |

## Известные люди, связанные с жизнью уезда
- Зимин Василий Васильевич (1854—1930) — священнослужитель Русской православной церкви, протоиерей Рязанской Епархии, настоятель Покровской церкви села Одоевщина Данковского уезда Рязанской губернии в 1880—1918 годах.
- Карих Анатолий Васильевич (1919—1979) — генерал-майор авиации, заслуженный военный лётчик СССР. Родился в Сторожевой слободе, ныне в черте города Данков.